# Wilhelm Breitenbach

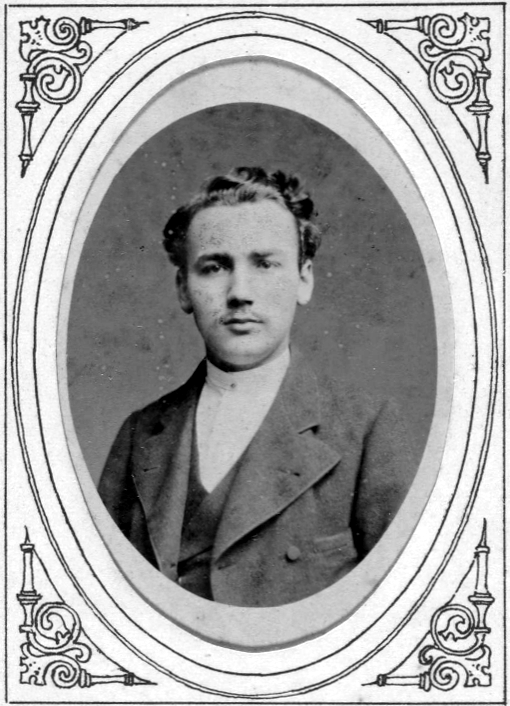
Wilhelm Breitenbach, um 1876

Wilhelm Breitenbach (* 21. Dezember 1856 oder 1857 in Unna, Provinz Westfalen; † 1937) war ein deutscher Biologe, Zoologe und Verleger.

## Leben
Breitenbach promovierte zum Dr. phil. in Zoologie bei Ernst Haeckel in Jena und bereiste anschließend Brasilien, bevor er als Verlagsbuchhändler sowie, ab 1908, als Redakteur der Zeitschrift Neue Weltanschauung tätig wurde.  Er lebte in Brackwede und Bielefeld und war einige Jahre lang Mitglied im Deutschen Monistenbund.

## Werke
- Die Provinz Rio do Sul, Brasilien und die deutsche Auswanderung dahin. Heidelberg 1885.
- Die deutsche Auswanderung und die Frage der deutschen Kolonisation in Südbrasilien. Duncker und Humblot, Leipzig 1887.
- Ueber das Deutschthum in Süd-Brasilien. Eine Studie. Richter, Hamburg 1887.
- Kurze Darstellung der neueren deutschen Kolonial-Geschichte. Habel, Berlin 1888.
- Die Stammesgeschichte der höheren Pflanzen. W. Breitenbach, Brackwede 1913.
- Die Gründung und erste Entwicklung des Deutschen Monistenbundes. W. Breitenbach, Brackwede 1913.
- Aus Süd-Brasilien. Erinnerungen u. Aufzeichnungen. W. Breitenbach, Bielefeld 1913.
- England als Völker-Vernichter. W. Breitenbach, Bielefeld 1917.